# صندوق فروشگاهی
صندوق فروشگاهی یک دستگاه مکانیکی یا الکترونیکی برای محاسبه و ثبت خرید و فروش معاملات، و یک کشو پیوست شده برای ذخیره پول نقد است. همچنین صندوق پول شمار یک قبض رسید برای مشتری چاپ می‌کند.

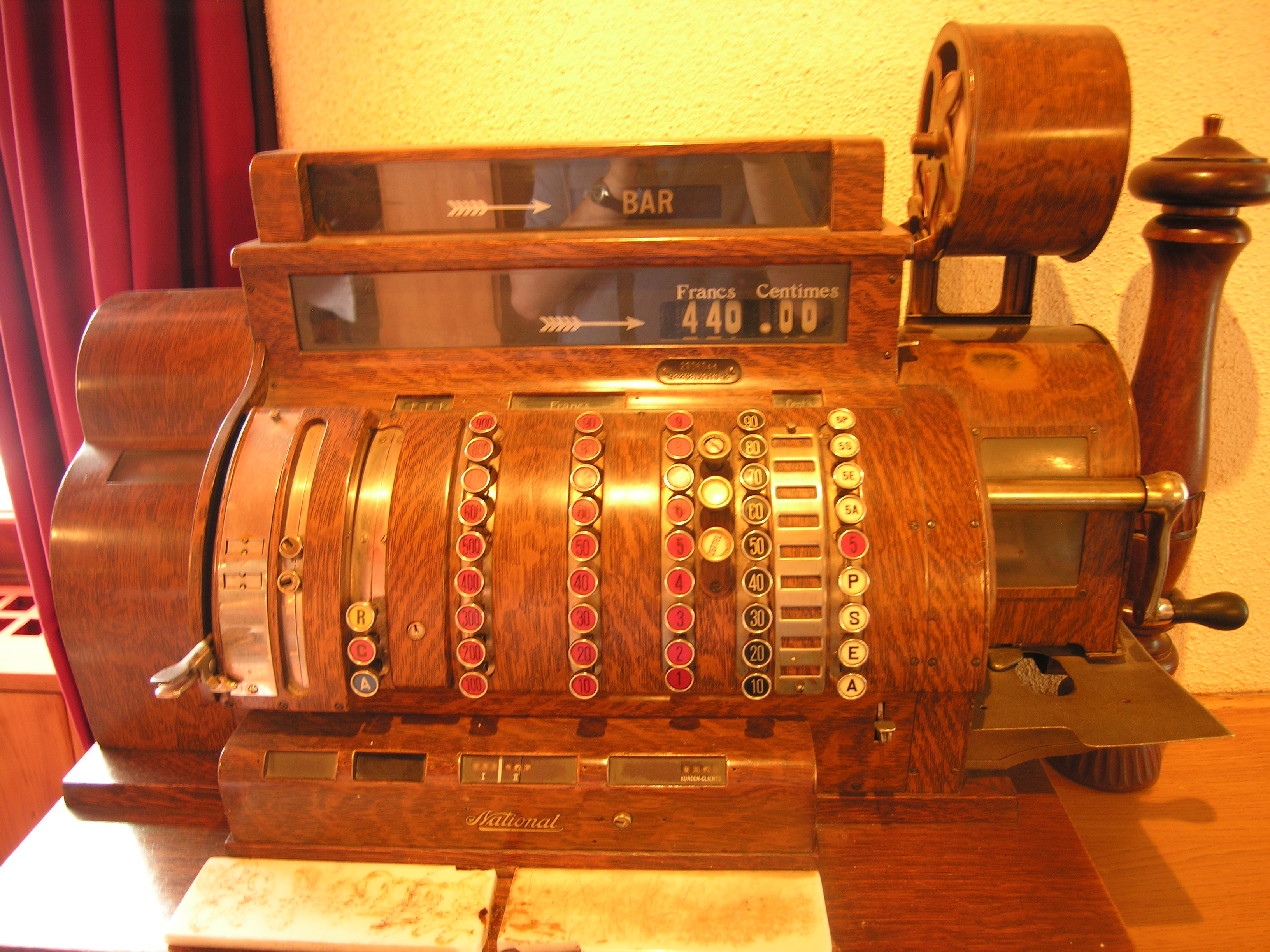
صندوق فروشگاهی

در اغلب موارد کشو می‌تواند تنها پس از یک فروش باز شود، به جز زمانی که از کلیدهای خاصی استفاده شود، که به‌طور کلی تنها صاحب مغازه آن‌ها را دراختیار دارد (اگر کارکنان دیگری هم در آنجا نباشند). این امر خطر دزدی کارکنان را از صاحب مغازه هنگامی که مشتری قبض رسید لازم ندارد اما باید به او پول خرد داده شود کاهش می‌دهد که می‌توانند پول را بدون رسید فروش در جیبشان بگذارند، (پول نقد در برابر فروش ثبت شده نسبت به موجودی صندوق آسان تر کنترل می‌شود).

## تاریخچه
صندوق فروشگاهی برای اولین بار توسط جیمز ریتتی پس از جنگ‌های داخلی آمریکا اختراع شد. او صاحب یک رستوران در دایتون، اوهایو، در ایالات متحده آمریکا بود، و می‌خواست از سرقت داراییش توسط کارکنان جلوگیری نماید. او مدل ریتتی (به انگلیسی: Ritty) را در سال ۱۸۷۹ - پس از دیدن یک ابزار که تعداد چرخش‌های پروانه در یک کشتی بخار را می‌شمرد- اختراع نمود. او با کمک برادرش جان ریتتی، در سال ۱۸۸۳ حق امتیازش را به ثبت رساند.
ثبت‌های مالی اولیه کاملاً مکانیکی بودند و قبض رسید ارائه نمی‌کردند. کارمند مجبور بود تا درهربار انتقال وجه به صندوق پول شمار مبلغ فروش را در ان ثبت نماید، و زمانی که کلید را به‌طور کامل در ان قرار می‌داد، کشو باز شده و زنگ می‌زد، و به مدیر خبر می‌داد که فروش در حال انجام است. ان ماشینهای اصلی چیزی جز ماشینهای ساده محاسباتی نبودند.
مدت کوتاهی پس از این ثبت اختراع، ریتتی از مسئولیت اداره کردن دو نوع کسب و کار خسته شد، به‌طوری‌که او تمام منافع خود را در تجارت صندوق فروشگاهی به شخصی به نام یعقوب اچ. اکرت ساکن شهر سین سیناتی در اوهایو آمریکا، فروشنده ظروف شیشه ایی و چینی واگذار نمود، که شرکت تولید ملی را تأسیس نمود.
در سال ۱۸۸۴ اکرت این شرکت را به جان اچ. پترسون فروخت، که ان را به شرکت صندوق پول شمار ملی تغییر نام داد و صندوق پول شمار را با اضافه کردن یک رول کاغذ به ان بهبود بخشید تا تراکنشهای مالی و فروش را ثبت نموده در نتیجه رسید ارائه نماید. هدف اصلی از اعلام وصول حفاظت از کلاهبرداریهای در حال افزایش بود. صاحب کسب و کار می‌تواند رسید را بخواند تا اطمینان حاصل نماید که صندوقداران برای هر معامله مبلغ صحیح را از مشتریان دریافت می‌نمایند و از کشو صندوق فروشگاهی اختلاس نمی‌کنند.
در سال ۱۹۰۶، مخترع چارلز اف. کترینگ، هنگام کار کردن در شرکت صندوق فروشگاهی ملی، یک صندوق فروشگاهی را با یک موتور الکتریکی طراحی نمود.
طراح پیشرو، سازنده، تولیدکننده، فروشنده و صادرکننده صندوق فروشگاهی که در سال ۱۹۵۰ تا ۱۹۷۰ در لندن مستقر بود (و بعداً در برایتون مستقر شد) صندوق فروشگاهی گراس بود، که توسط برادران سام و هنری گراس تأسیس شد.
صندوق فروشگاهی آن‌ها به‌طور خاصی در زمان تبدیل به سیستم دهدهی در بریتانیا در اوایل سال ۱۹۷۱ معروف بودند، هنری یکی از مدل‌های معروف صندوق فروشگاهی را طراحی نمود که می‌توانست پولهای رایج را از £sd به £p تغییر دهد به‌طوری‌که خرده فروش‌ها می‌توانستند به راحتی ان را از یکی به دیگری تغییر دهند یا بعد از روز دهدهی ان را تغییر دهند. اسویدا نیز دارای ثبت‌کننده‌های دهدهی آماده بود که خرده فروش‌ها به عنوان یک کلید خاص در روز دهدهی برای تبدیل استفاده می‌کردند.

## گونه‌های صندوق

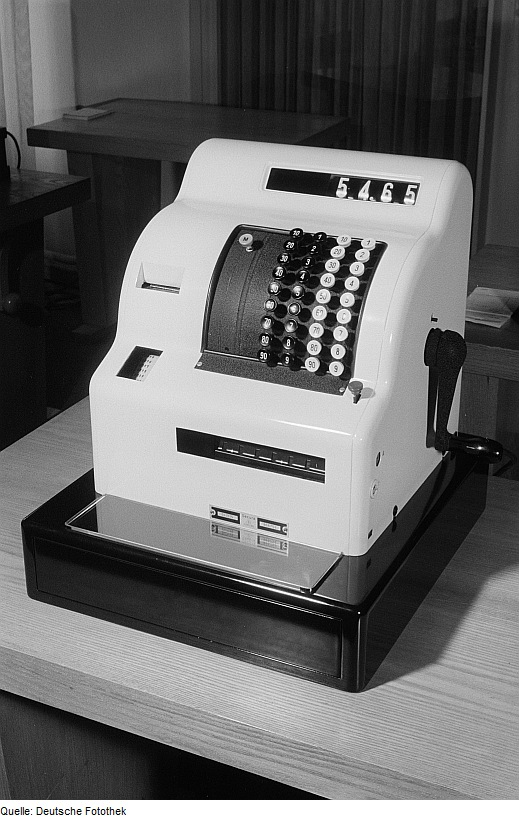
صندوق

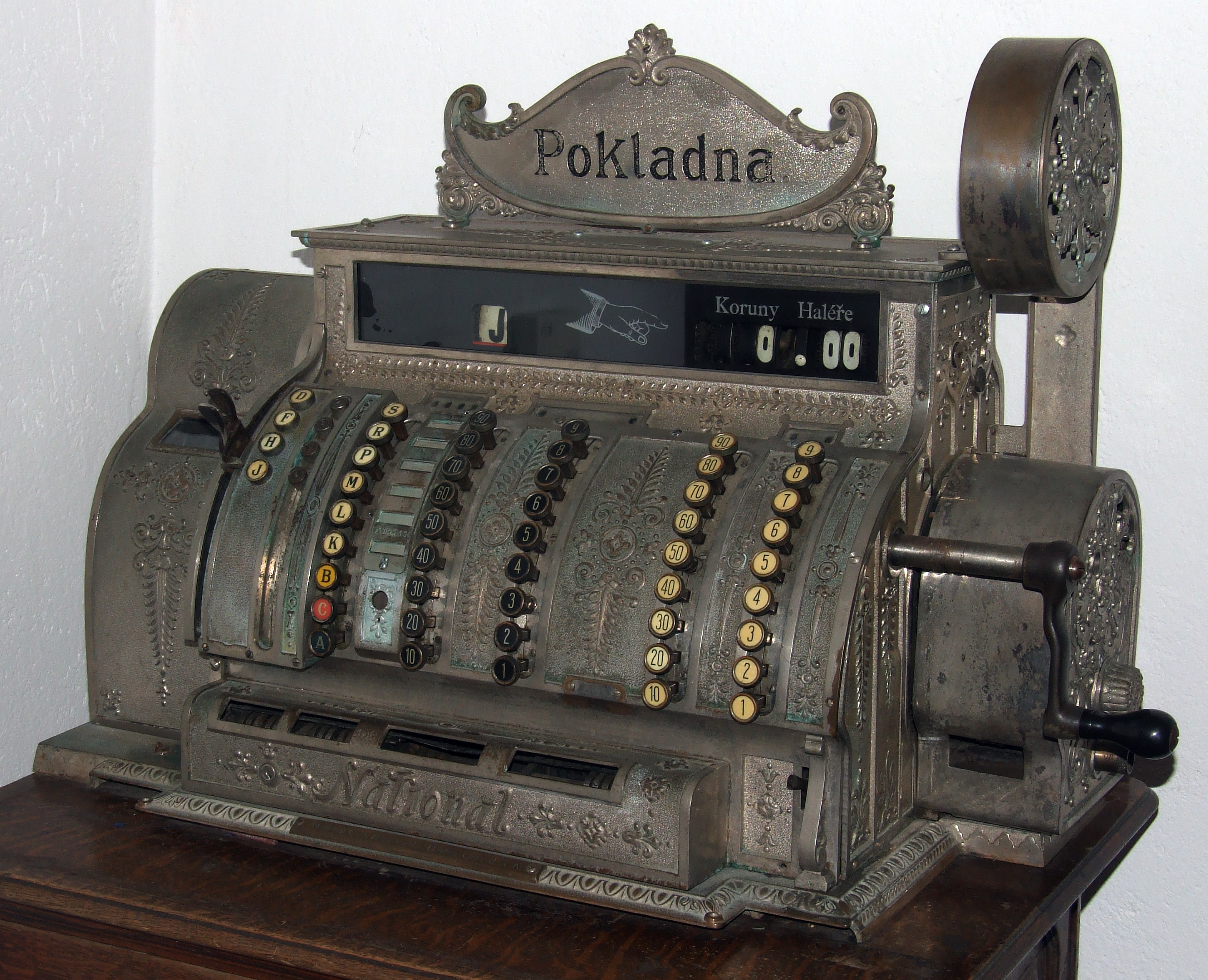
یک نمونه صندوق فروشگاهی سنتی

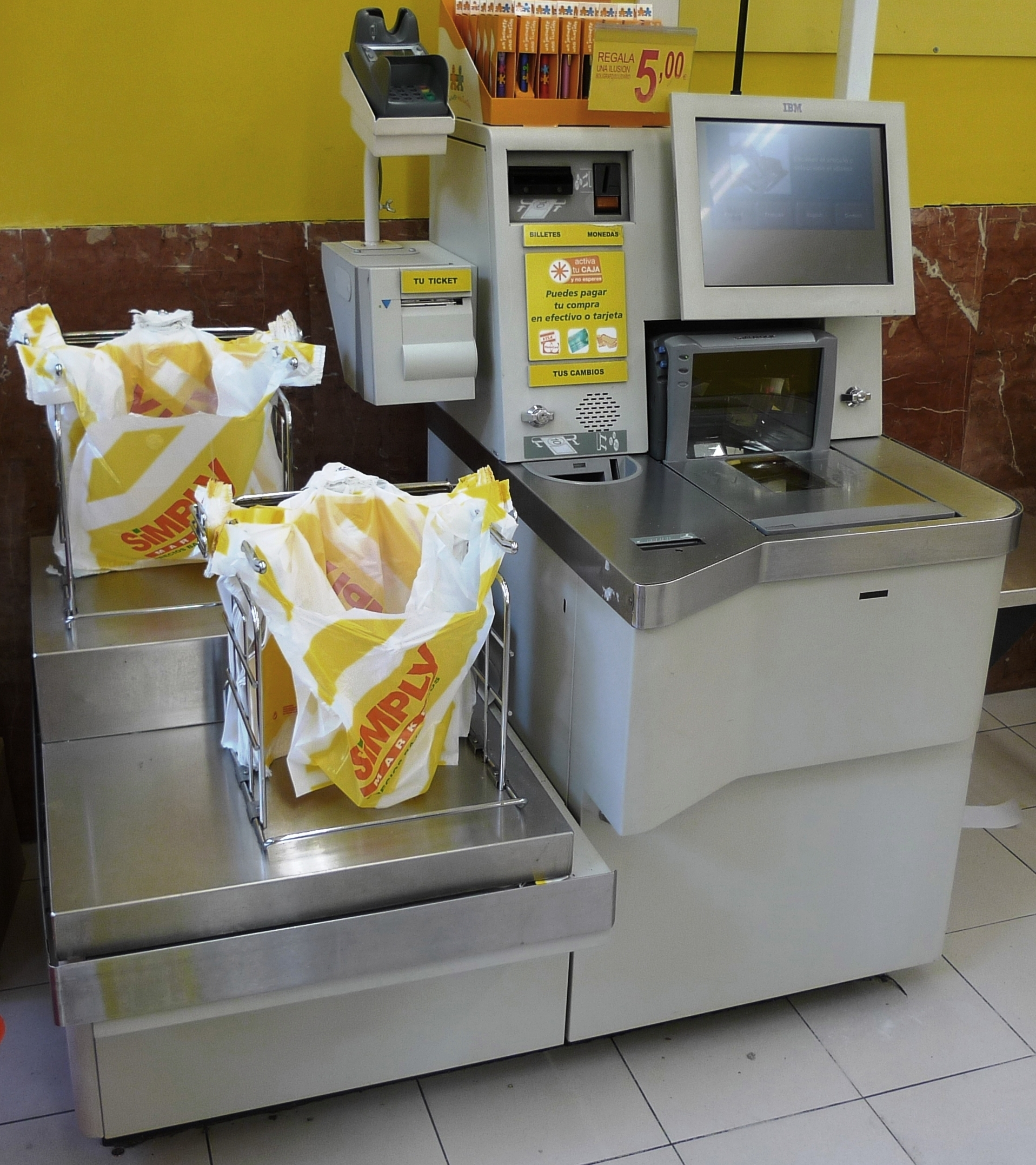
یک نمونه صندوق مدرن

صندوق یکی از ابزارهای مهم صندوقدار است. هم‌چنین صندوق محلی برای نگهداری پول‌های داده شده به صندوقدار می‌باشد.
جاهایی که صندوق در آن به‌کار می‌رود :
- مغازه
- فروشگاه
- فروشگاه‌های زنجیره‌ای

دو گونه صندوق وجود دارد:
- صندوق سنتی
- صندوق رایانه ای ( لمسی )

### صندوق سنتی
صندوقی است که به‌فرم دستی شمارگان را وارد می‌کند و با اهرمی که از بالا به پایین می‌آید شماره‌های وارد شده را ثبت می‌نماید.
در این گونه صندوق همهٔ کارها به‌فرم دستی انجام می‌شود.

### صندوق رایانه ای ( لمسی )
صندوقی است که دارای رایانه است و در آن بیشتر کارها به گونه الکترونیکی انجام می‌شود و تنها کاربر (صندوقدار) واردکنندهٔ شمارگان است. این صندوق ها امروزه اغلب به صورت رایانه های صفحه لمسی ( تاچ پوز) هستند که دارای سیستم عامل ویندوز بوده و به آنها دستگاه های دیگر اتوماسیون فروشگاهی مانند بارکدخوان و چاپگر رسید نیز متصل می شود.
رابط کاربر با این سخت افزارها ، نرم‌افزاری نصب شده بر روی رایانه است که وظیفه خرید، فروش ، عملیات مالی و حسابداری و همچنین انبارداری فروشگاه را بر عهده دارد . به این نرم‌افزار ، نرم‌افزار فروشگاهی ( فروش و حسابداری ) نیز می گویند .

## استفاده‌های رایج
صندوق فروشگاهی شامل یک کلید دارای برچسب "NS" است، که مخفف «فروش نداریم» است، و کشو را باز می‌کند، رسید را با عبارت «فروش نداریم» چاپ می‌کند و آن را در دفتر که بازمانده بود ثبت می‌کند. برخی دیگر از صندوق فروشگاهی نیاز به یک رمز عبور عددی یا کلید فیزیکی دارند تا هنگامی که بخواهیم در دخل پول را باز کنیم مورد استفاده قرار بگیرد. همچنین در برخی از حوزه‌های قضایی قانون از مشتریان می‌خواهد تا رسید را وصول نمایند و آن را حداقل برای یک مدت کوتاهی پس از خروج از مغازه پیش خود نگه دارند، تا بتوان دوباره بررسی نمود که فروشگاه فروش را ثبت می‌کند، به‌طوری‌که نتواند از مالیات فروش طفره برود.
صندوق فروشگاهی اغلب به ترازو، اسکنر بارکد، پیشخوان و به پایانه‌های کارت بدهی یا کارت اعتباری متصل است. به‌طور فزاینده ایی، صندوق‌های فروشگاهی اختصاصی جایگزین کامپیوترهای چندکاره دارای نرم‌افزار (به انگلیسی: POS) می‌شوند. صندوق فروشگاهی از کاراکترهای بیت مپ استفاده می‌کند.
امروزه، اسکن بارکد (معمولاً EAN یا کد محصول جهانی (UPC)) برای هر آیتم، قیمت یک پایگاه داده را بازیابی می‌کند، و به محاسبه کسر اقلام در فروش (و یا، در اصطلاحات خرده فروشی بریتانیا، "پیشنهاد ویژه"، "فروش بیش از یک محصول" یا "BOGOF")، محاسبه مالیات بر فروش یا مالیات بر ارزش افزوده، محاسبه نرخ دیفرانسیل برای مشتریان مرجح، عملی کردن موجودی، زمان و تاریخ تمبر معامله، ثبت معامله در جزئیات هر یک از آیتم‌های خریداری شده، ثبت روش پرداخت، نگه داشتن مبلغ کل برای هر محصول یا نوع محصول به فروش رفته و همچنین کل فروش برای دوره‌های مشخص شده، و نیز انجام کارهای دیگر می پردازد. این پایانه‌های (به انگلیسی: POS) اغلب نیز صندوقدار را در هنگام وصول کردن شناسایی می‌کنند و اطلاعات یا پیشنهادهای اضافی را انتقال می‌دهند.
در حال حاضر، صندوق‌های فروشگاهی بسیاری مانند کامپیوترهای فردی عمل می‌کنند. آن‌ها ممکن است مبتنی بر (به انگلیسی: DOS)، ویندوز یا یونیکس باشند. بسیاری از آن‌ها دارای صفحه نمایش لمسی هستند. آن‌ها ممکن است به شبکه‌های (به انگلیسی: POS) محاسبه شده با استفاده از هر نوع پروتکل متصل باشند. این سیستم‌ها ممکن است از راه دور به منظور دستیابی به رکوردها یا عیب یابی بکار بروند.

## کشو پول نقد
یک کشو پول نقد محفظه زیر صندوق فروشگاهی است که در آن پول نقد حاصل از معاملات نگه داشته می‌شود. کشو به‌طور معمول شامل یک دخل قابل جابجایی است. دخل معمولاً به محفظه‌هایی تقسیم شده‌است تا انواع اسکناس‌ها و سکه‌های مورد استفاده را به‌طور جداگانه به منظور شمارش آسان تر ذخیره نماید. دخل قابل حمل اجازه می‌دهد تا پول نقد حاصل از فروش در یک محل امن برای شمارش و ایجاد سپرده‌های بانکی ذخیره شود. برخی از کشوهای پول نقد مدرن دارای واحدهای منفرد و جدا از صندوق‌های پول شمار هستند. کشو پول نقد معمولاً دارای بدنه ساختمانی قوی و محکم می‌باشد و ممکن است با ثبت یا یک قطعه جداگانه کامل شود که فهرست ثبت در بالای ان قرار دارد. آن از جعبه قفل شدنی بطرف عقب و جلو حرکت می‌کند و با یک دستگیره فنری محکم نگه داشته می‌شود. هنگامی که یک معامله که شامل پول نقد است به اتمام می‌رسد، دستگاه ثبت یک شوک یا ضربه الکتریکی به یک سلونوئید می‌فرستد تا دستگیره فنری کشو را باز و بسته نماید.
کشوهای پول نقد، که نسبت به ابزار ثبت جدایی ناپذیر هستند، اغلب دارای یک دستگیره رها کردن دستی برای بازکردن کشو در صورت قطع برق هستند. بیشتر کشوهای پول نقد پیشرفته دستگیره دستی را بخاطر قفل سیلندری حذف کرده‌اند، که نیازمند یک کلید هستند تا به صورت دستی کشو را باز نمایند. قفل سیلندر معمولاً دارای موقعیت‌های مختلفی است مانند: قفل شده، قفل نشده، آنلاین (اگر یک ضربه بدان وارد شود باز خواهد شد)، و آزاد سازی. موقعیت آزادسازی یک موقعیت متناوب با یک فنر برای فشار دادن سیلندر به سمت وضعیت باز می‌باشد. در وضعیت «قفل شده»، کشو به صورت قفل شده یا ضامندار باقی خواهد ماند حتی وقتی که یک ضربه الکتریکی به سلونوئید فرستاده می‌شود. به دلیل افزایش میزان اسکناسها و انواع یادداشت‌های مالی، بسیاری از کشوهای پول نقدی برای ذخیره اسکناس‌ها در یک موقعیت روبه جلوی عمودی در عوض وضعیت افقی سنتی رو به بالا قرار می‌گیرند. این موجب دسترسی سریع تر به هر یک از اسکناسها می‌شود و اجازه می‌دهد تا اسکناسهای بیشتری ذخیره شوند. گاهی اوقات صندوقدار حتی اسکناسها را بدون هیچ گونه تقسیم‌کننده فیزیکی در همه تقسیم می‌کند. برخی از کشوهای پول نقدی نیز دارای یک تلنگر فوقانی در طراحی می‌باشند، جایی که آن‌ها به جای بیرون کشیدن کشو به صورت کشویی مانند یک کشو عادی ان را با یک ضربه یا حرکت دست باز می‌کنند، که مانند جعبه پول نقدی است.

## خود پرداخت
برخی از شرکت‌ها و سوپر مارکت‌ها دستگاه‌های خود پرداخت را ارائه کرده‌اند، که در آن مشتری به‌طور قابل اعتمادی بارکدها را اسکن می‌کند (یا به صورت دستی اقلام بدون کد مانند میوه را شناسایی می‌کند)، و این اقلام را در یک کیسه بسته‌بندی می‌کنند. کیسه وزن کشی می‌شود و زمانی که وزن چیزی در کیسه با وزن ان در پایگاه داده موجودی مطابقت ندارد دستگاه غیرفعال می‌شود.
به‌طور معمول، یک کارمند در حال کنترل چندین دستگاه بررسی می‌باشد تا از سرقت یا بهره‌برداری نقاط ضعف دستگاه‌ها جلوگیری نماید (به عنوان مثال، عدم شناسایی عمدی محصولات گران‌قیمت یا کالاهای خشک). پرداخت در چنین دستگاه‌هایی با کارت بدهی / کارت اعتباری یا پول نقد از طریق شکاف سکه و اسکنر اسکناس پذیرفته می‌شود. کارکنان فروشگاه نیز نیاز به اجازه خریدهای «محدود به سن»، مانند الکل، مواد حلال یا چاقو دارند، که هر دو را می‌توان از راه دور با نظارت کارمند در دستگاه خود پرداخت انجام داد، یا با استفاده از «ورود به فروشگاه» که اپراتور نیاز به ورود دارد انجام می‌شود.